# Willow Springs, Missouri
Willow Springs är en stad i Howell County i Missouri. Vid 2010 års folkräkning hade Willow Springs 2 184 invånare.